# 固定資産課税台帳
固定資産課税台帳（こていしさんかぜいだいちょう）は、地方税法第380条第1項の規定により、市町村が、固定資産の状況及び固定資産税の課税標準である固定資産の評価を明らかにするために備えなければならない重要な台帳である。
なお、固定資産課税台帳は、土地課税台帳、土地補充課税台帳、家屋課税台帳、家屋補充課税台帳及び償却資産課税台帳の5つの台帳の総称である。

## 各台帳
各台帳には、次のような内容が記載されている。
土地課税台帳
登記簿に登記されている土地について、不動産登記法第27条第3号及び第34条第1項各号の規定により登記する事項、所有権、質権及び100年より長い存続期間の定めのある地上権の登記名義人の住所及び氏名又は名称並びにその土地の基準年度の価格又は比準価格等
土地補充課税台帳
登記簿に登記されていない土地で固定資産税を課税することができるものの所有者の住所及び氏名又は名称並びにその所在、地番、地目、地積及び基準年度の価格又は比準価格
家屋課税台帳
登記簿に登記されている家屋について、不動産登記法第27条第3号及び第44条第1項各号の規定により登記する事項、所有権の登記名義人の住所及び氏名又は名称並びにその家屋の基準年度の価格又は比準価格等
家屋補充課税台帳
登記簿に登記されている家屋以外の家屋で固定資産税を課税することができるものの所有者の住所及び氏名又は名称並びにその所在、家屋番号、種類、構造、床面積及び基準年度の価格又は比準価格　
償却資産課税台帳
償却資産の所有者の住所及び氏名又は名称並びにその所在、種類、数量及び価格

## 台帳の閲覧
市町村長は、固定資産税の納税義務者、その固定資産の賃借権者等地方税法施行令第52条の14で定める者又はその固定資産の破産管財人等地方税法施行規則第12条の4で定める者の求めに応じ、固定資産課税台帳の内容を納税義務者等の閲覧に供しなければならない。

## 台帳記載事項の証明書の交付
市町村長は、固定資産税の納税義務者、賦課期日後に当該固定資産の所有者となった者、賃借権者、破産管財人、保全管理人、民事訴訟時の訴訟物の価格の証明を必要とする者等、地方税法施行令第52条の15及び地方税法施行規則第12条の5で定める者の請求があったときは、台帳に記載されている事項のうち、地方税法施行令第52条の15で定める内容について、証明書を交付しなければならない。
この場合、賃借権者、民事訴訟時の訴訟物の価格の証明を必要とする者等については、その相手側の財産の捜索権があるものと解釈できるものではなく、対象となる固定資産の地番、家屋番号等を特定して、賃貸借契約書の写や訴状の写等を添付して請求することとなる。

## 縦覧帳簿の縦覧
市町村長は、固定資産税の納税者が、自己の固定資産と他の固定資産の評価額等とを比較することができるよう、毎年4月1日から4月20日まで又は市町村の条例で定める同税の第1期目の納期限までのいずれか遅い日までの期間、土地価格等縦覧帳簿及び家屋価格等縦覧帳簿を、固定資産税の納税者の縦覧に供しなければならない。
この場合の納税者とは、固定資産課税台帳に記載されている狭義の税法上の1筆1棟の納税義務者の定義とは異なり、例えば台帳を名寄せして土地又は家屋の課税標準額が免税点未満であり、納税通知書が交付されないような者は除かれる。次項の「不服がある場合の審査の申出」について同様である。

## 不服がある場合の審査の申出
固定資産税の納税者は、固定資産課税台帳に登録された価格について不服がある場合、毎年4月1日の固定資産の価格を登録した旨の公示の日から納税通知書の交付を受けた日後60日まで（仮に納税通知書の交付を5月7日に受けた場合にあっては、結果して4月1日から7月6日までの間）以内に市町村の固定資産評価審査委員会に対して審査の申出をすることができる。